# Bienvenida Sarmiento
Bienvenida Sarmiento (San Juan, 30 de octubre de 1804-San Juan, 21 de marzo de 1900) fue la primera maestra y educadora de Argentina. Fundó la primera escuela de educadores del país junto a su hermano Domingo.

## Biografía
Su madre era Paula Zoila Albarracín Irrazábal y su padre era José Clemente Cecilio Quiroga, este matrimonio tuvo 14 hijos, sin embargo solo llegaron a adultos cuatro de ellos. Hermana del presidente Domingo Faustino Sarmiento y de la primera pintora de Argentina Procesa del Carmen Sarmiento Bienvenida nació, al igual que sus tres hermanas y su hermano Domingo Sarmiento, en una casa del barrio Carrascal, uno de los más humildes de la ciudad de San Juan, capital de la actual provincia homónima.
Procesa del Carmen Sarmiento, quien era la hermana menor de Bienvenida, es considerada como la primera pintora de Argentina.
Por su oposición al gobierno de Juan Manuel de Rosas debió emigrar a Chile en 1843 junto a sus hermanos Domingo, que ejercía como periodista, y Procesa, perseguidos por el gobernador Benavides. En ese país fundaron una escuela de similares características a la de Santa Rosa en San Felipe de Aconcagua.

### Educación
Poco se sabe de su vida familiar y su educación, pero según su hermano Domingo Sarmiento, los educadores de los cuatro hermanos fueron sus padres y su tío José Manuel Eufrasio Quiroga Sarmiento.
Bienvenida tomó relevancia en Argentina en 1868, cuando su hermano siendo presidente de Argentina la nombró directora de la primera escuela normal. La escuela fue llamada por el presidente Sarmiento como "escuela modelo", esta era una escuela de capacitación docente. 

### Familia
Bienvenida nunca tuvo familia propia, sin embargo, siempre tuvo contactos con sus hermanos por medio de cartas que hoy se encuentran en el Museo Histórico Nacional argentino.

### Muerte
Bienvenida Sarmiento falleció el 21 de marzo de 1900 a la edad de 96 años en la misma casa del Carrascal donde nació.